# Rustavi International Motorpark
Het Rustavi International Motorpark is een permanent circuit in Roestavi, twintig kilometer ten zuidoosten van Tbilisi, de hoofdstad van Georgië.

## Geschiedenis
Het Rustavi International Motorpark was het laatste circuit dat werd geopend in de Sovjet-Unie. Het oorspronkelijke circuit was vier kilometer lang. Ook bevatte het complex een kartbaan en een baan voor motorfietsen. De eerste races vonden plaats in 1979. Tot 1989 werden er elf nationale kampioenschapsevenementen gehouden, maar tussen 1989 en 2009 raakte het circuit in verval door een gebrek aan onderhoud. In 2009 werd het circuit gekocht door het privébedrijf Stromos en werd het opnieuw opgebouwd. Hierbij werd onder anderen het rechte stuk van start/finish verlengd zodat het ook kan dienen als dragstrip.
Na de reconstructie heeft het circuit van de FIA de toewijzing "Grade 2" gekregen, waardoor het circuit bijna alle internationale kampioenschappen mag organiseren, met uitzondering van de Formule 1.
Vanaf 2012 heeft het circuit verschillende typen kampioenschappen georganiseerd, waaronder legends car racing- en Formule Alfa-kampioenschappen, dragracen, driftracen, karten, motorraces en clubraces. Daarnaast organiseert het vanaf 2017 de TCR International Series.
Het circuit is de thuisbasis voor meerdere nationale raceteams, zoals Gulf Racing, Liberty Bank Racing, MIA Force, Team Ajara, VTB Bank, Sports Ministry Team en GPB Team.